# Cedrus brevifolia
Espèce
Synonymes
- Cedrus libani var. brevifolia
- Cedrus libani ssp. brevifolia

Classification phylogénétique
Statut de conservation UICN

 VU D2 : Vulnérable
Le cèdre de Chypre, Cedrus brevifolia, parfois considéré comme une sous-espèce (ou une variété) du cèdre du Liban, est une espèce endémique des monts Troodos dans l'île de Chypre.